# Seminario Eclesiástico de Aguirre
El Seminario Eclesiástico de Aguirre, en ocasiones referido simplemente como Seminario de Aguirre, fue una institución religiosa de la ciudad española de Vitoria.

## Historia
Fundado en el siglo XIX por Domingo Ambrosio de Aguirre, se instaló en 1853 en un local de Villasuso perteneciente a la Real Sociedad Bascongada de Amigos del País, a cuya reforma y rehabilitación se destinaron más de cien mil pesetas. Tenía sede en la actual calle de Fray Zacarías Martínez, que hasta 1928 se conoció como «calle del Seminario». Aparece descrito en el epígrafe de la Guía de Vitoria (1901) que José Colá y Goiti dedica a la calle con las siguientes palabras:

El número 5 lleva el Seminario eclesiástico de Aguirre, inaugurado en 1854. La Sociedad Vascongada de Amigos del País fundó este edificio en el siglo XVIII, con destino á Colegio de Humanidades. La fachada principal está al norte y es grandiosa, de estilo Berruguete, de hermosos y valientes detalles. El patio es también bastante bueno y tiene varios bellos medallones bien esculpidos.
(Colá y Goiti, 1901, p. 62)

Vicente Vera y López, que lo describe en el tomo de la Geografía general del País Vasco-Navarro dedicado a Álava, aporta los siguientes datos:

Seminario de Aguirre.―El fundador estableció las cláusulas siguientes: ser meramente Eclesiástico y sin la cualidad de Conciliar, no obstante las mayores ventajas que podrían resultar de exigierlo conforme en un todo á los Cánones del Santo Concilio Tridentino.

La enseñanza que en él se diera había de ser conforme en un todo á la de los demás seminarios del Reino. El prelado de la diócesis, con arreglo á las disposiciones del Concilio de Trendo, tendría la inspección y vigilancia á excepción de las atribuciones que en virtud del derecho de Patronato, se reservaban por escritura de fundación al señor otorgante durante su vida y á los Patronos designados después de su muerte.

En las instrucciones dadas á los Patronos sobre lo que debía hacerse de los bienes afectos á la fundación, en el caso de que esta dejase de existir decía: entendiéndose como verdadera supresión, la agregación de este Seminario á otro cualquiera de la especie ó denominación que fuese. Sin que bajo pretexto alguno pueda dársele otro nombre que el de Seminario Eclesiástico de Aguirre. Para ingresar en el seminario gozan de preferencia: 1.º, los alaveses; 2.º, los habaneros; 3.º, los guipuzcoanos, vizcaínos y navarros, y 4-º, los que reunan los requisitos que prescriben los estatutos.
(Vera y López, 1915-1921, pp. 119-120)